# Bekännarna
Bekännarna är en roman av författaren Terry Goodkind. Boken är den tjugofjärde delen i fantasybokserien Sanningens svärd samt utgör den första halvan av dess ursprungsverk, Confessor.